# NIE
Pour l’article homonyme, voir Nie.
Le NIE (contraction en polonais de niepodległość signifiant « indépendance » et signifiant également « non ») est une organisation polonaise de résistance anticommuniste créée en 1943. Son objectif principal est la lutte contre l'Union des républiques socialistes soviétiques (URSS) après 1944.
La NIE est l'une des structures de l'Armia Krajowa (AK) et est active jusqu'au 7 mai 1945. Ses commandants sont les généraux Leopold Okulicki et August Emil Fieldorf. Witold Pilecki est l'un des premiers membres de l'organisation.